# Rupirana cardosoi
Rupirana cardosoi es la única especie de anfibios del género Rupirana que pertenecía, inicialmente, a la familia Cycloramphidae, y ahora a Leptodactylidae.

## Distribución
Esta especie es endémica del Parque nacional da Chapada Diamantina en la zona norte de la Serra do Espinhaço en el estado de Bahía, Brasil. Se encuentra a unos 1200 m s. n. m..

## Publicación original
- Heyer, W. R. 1999. A new genus and species of frog from Bahia, Brazil (Amphibia: Anura: Leptodactylidae) with comments on the zoogeography of the Brazilian campos rupestres. Proceedings of the Biological Society of Washington, vol.112, n. 1, p.19-39.